# Grob G 115
Il Grob G 115 è un aereo da addestramento prodotto dalla Grob Aerospace, che già precedentemente aveva avuto successo con il Grob G 109 e la celebre serie Astir. L'innovazione che caratterizza questo aereo è il materiale con cui è costruito, un composto principalmente di fibra di vetro, che lo rende leggero e robusto.

## Versioni
- 115C (per turismo e trasporti)
- 115D (acrobatico con carrello fisso)
- 115T (acrobatico con carrello retrattile)

## Utilizzatori
Egitto
- El Qūwāt El Gawīyä El Maṣrīya

74  G115E consegnato e tutti in servizio all'agosto 2019.
 Emirati Arabi Uniti
- Al-Quwwāt al-Jawiyya al-Imārātiyya

12 G.115TA consegnati e tutti in servizio all'ottobre 2019.
 Finlandia
- Suomen ilmavoimat

28 G 115E acquistati usati dalla britannica Babcock International ad ottobre 2016, e consegnati tra la fine dello stesso anno e il 2017.
 Regno Unito
- Royal Air Force

80 Tutor T1 in servizio a tutto il dicembre 2020.